# Guy Fawkes Night
Guy Fawkes Night (även kallad Guy Fawkes Day, Bonfire Night, Plot Night och Firework Night) firas sedan 1606 den 5 november i Storbritannien och Nya Zeeland och påminner om Valborgsmässoafton. Skillnaden är dock att ovanpå brasan finns en halmdocka föreställande Guy Fawkes. Innan brasan tänds brukar barnen be om a penny for the Guy.
Den firas i åminnelse av misslyckandet av den så kallade krutkonspirationen 1605. Festen firades ursprungligen som en protestantisk protest mot det katolska helgonfirandet.
På grund av det tilltagande avfyrandet av fyrverkerier och smällare som brukar ske veckorna före, och som tilltagit på senare år, har lagstiftningen för fyrverkerier och smällare skärpts.
Till minne av konspirationen diktades ett poem som lyder:

Remember remember the fifth of November

Gunpowder, treason and plot.

I see no reason why gunpowder, treason

Should ever be forgot...
T.S. Eliots kända dikt "The Hollow Men" inleds med en dedikation som anspelar på Guy Fawkes Night:
"Mistah Kurtz - he dead

A penny for the Old Guy"
(Den första raden anspelar på Joseph Conrads Mörkrets hjärta.)